# Ettore Scola
Ettore Scola (Trevico, 10 maggio 1931 – Roma, 19 gennaio 2016) è stato un regista cinematografico e sceneggiatore italiano.
Fra i maggiori registi italiani, è noto soprattutto per aver diretto film come C'eravamo tanto amati (1974), Brutti, sporchi e cattivi (1976), Una giornata particolare (1977), La terrazza (1980), La famiglia (1987) e Che ora è (1989).

## Biografia
Ettore Euplio Emidio Scola nasce a Trevico (Avellino) il 10 maggio 1931 da Giuseppe Scola e Adelaide Pentimalli. Pochi anni dopo la nascita si trasferisce con la famiglia prima a Benevento, poi a Roma, nel rione Esquilino, dove cresce e frequenta il Liceo classico Pilo Albertelli.

### IlMarc'Aurelioe gli esordi alla regia
Appena quindicenne disegnava vignette che portava alle riviste umoristiche Marc'Aurelio e Il Travaso delle Idee. Ancor prima di laurearsi presso la Facoltà di Giurisprudenza dell'Università di Roma, è un giovane collaboratore dello stesso Marc'Aurelio. Dall'inizio degli anni cinquanta comincia a scrivere sceneggiature di commedie all'italiana, spesso in coppia con Ruggero Maccari. Dalla fine degli anni quaranta collabora scrivendo i testi per diverse trasmissioni di varietà sia radiofonici che televisivi della Rai, tra l'altro è coautore delle scenette settimanali interpretate da Alberto Sordi, tra cui il Conte Claro e Mario Pio.

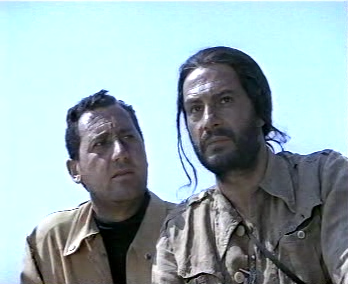
Fotogramma tratto dal film Riusciranno i nostri eroi a ritrovare l'amico misteriosamente scomparso in Africa? (1968)

Esordisce alla regia nel 1964, ma il suo primo grande successo lo conseguirà quattro anni dopo dirigendo Alberto Sordi, Nino Manfredi e Bernard Blier in Riusciranno i nostri eroi a ritrovare l'amico misteriosamente scomparso in Africa? (1968): con Sordi lavorerà solo altre tre volte, in un paio di episodi del collettivo I nuovi mostri (1977) e nei film La più bella serata della mia vita (1972) e Romanzo di un giovane povero (1995). Il commissario Pepe (1969) e Dramma della gelosia (tutti i particolari in cronaca) (1970) traghettano Scola nel decennio più importante della sua carriera.

### La consacrazione
Nel 1974 dirige infatti il suo capolavoro, C'eravamo tanto amati, che ripercorre un trentennio di storia italiana attraverso le vicende di tre amici: l'avvocato Gianni Perego (Vittorio Gassman), il portantino Antonio (Nino Manfredi) e l'intellettuale Nicola (Stefano Satta Flores), i primi due innamorati di Luciana (Stefania Sandrelli). Nel film, dedicato a Vittorio De Sica, compaiono anche Marcello Mastroianni, Federico Fellini e Mike Bongiorno nella parte di loro stessi, oltre ad Aldo e Lella Fabrizi e Giovanna Ralli.

Ettore Scola e Massimo Troisi sul set del film Il viaggio di Capitan Fracassa (1990).

Ormai Scola è un maestro del cinema italiano e un regista di fama internazionale che realizza film come Brutti, sporchi e cattivi (1976), grottesca commedia delle borgate romane con Nino Manfredi, la storia semplice e poetica di Una giornata particolare (1977), con Marcello Mastroianni e Sophia Loren. Nel 1980 il regista tira le somme della commedia all'italiana ne La terrazza, amaro bilancio di un gruppo di intellettuali di sinistra in crisi, con Ugo Tognazzi, Jean-Louis Trintignant, Vittorio Gassman e Marcello Mastroianni. Nel 1981, lontano dal cinema sociale, il regista confeziona una rigorosa versione cinematografica di un capolavoro della letteratura ottocentesca con Passione d'amore, tratto dal romanzo di Tarchetti Fosca, con Valeria D'Obici nella parte della protagonista. Nel 1982 affronta la Rivoluzione francese in Il mondo nuovo (1982), in cui Mastroianni interpreta Giacomo Casanova.

Scola con Massimo Troisi e Marcello Mastroianni sul set del film Che ora è (1989)

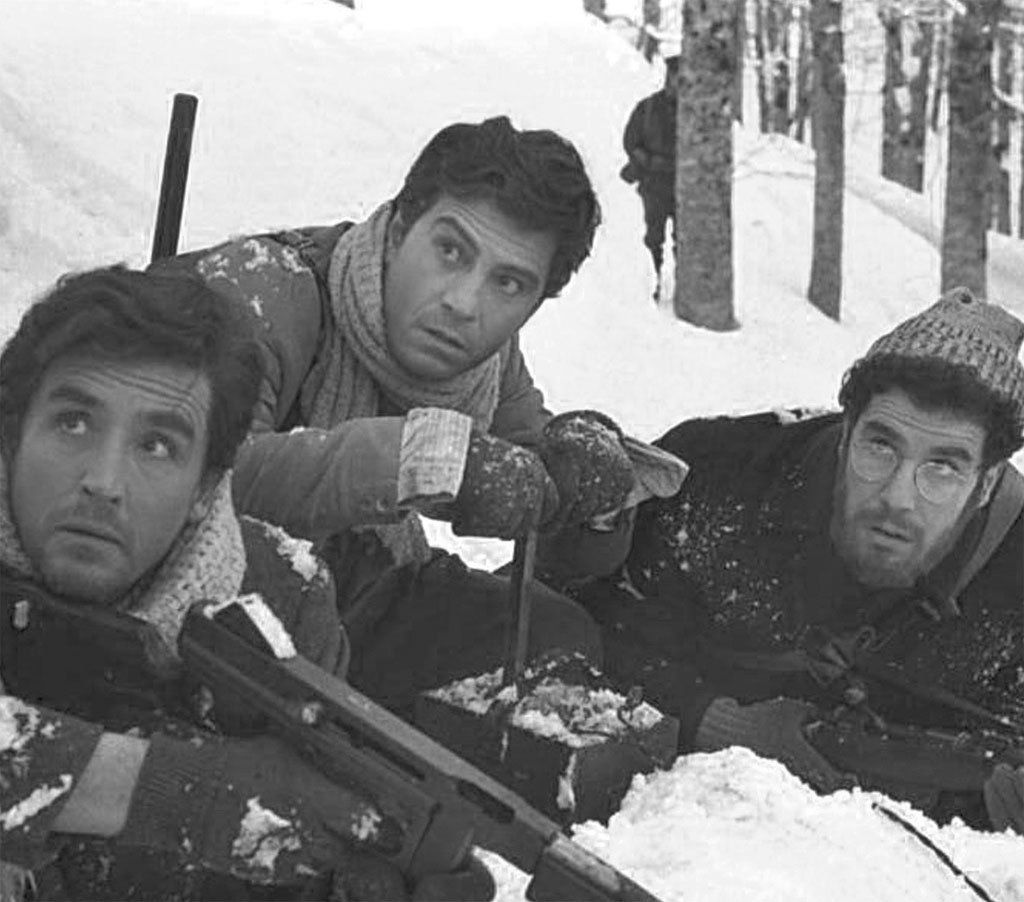
C'eravamo tanto amati (1974), di Ettore Scola

Scola riceve un'ottima accoglienza di critica e pubblico quando dirige La famiglia (1987), commedia che ripercorre 80 anni di storia (1906-1986) attraverso la saga di una famiglia con l'interpretazione di Vittorio Gassman, Stefania Sandrelli e Fanny Ardant. Altri due titoli di un certo rilievo sono Splendor (1988) e Che ora è (1989), entrambi con Mastroianni e Massimo Troisi. Nel 1988 produce la serie televisiva italo-francese in sei episodi Piazza Navona. Non ha mai nascosto le sue simpatie politiche orientate verso sinistra e ha fatto parte del governo ombra del Partito Comunista Italiano nel 1989 con delega ai Beni Culturali.
Nel 1998 gira La cena, sempre con Gassman, la Ardant e la Sandrelli; nel 2001 Concorrenza sleale, con Diego Abatantuono, Sergio Castellitto e Gérard Depardieu; e nel 2003 il semidocumentaristico Gente di Roma. Dopo aver ricevuto nel 2009 il premio "Federico Fellini 8½" per l'eccellenza artistica al Bif&st di Bari, ne è stato nominato presidente su proposta del direttore artistico Felice Laudadio; nel maggio dello stesso anno riceve il David di Donatello alla carriera in occasione dei suoi 80 anni.

### Gli ultimi anni
Nel 2013 torna inaspettatamente per l'ultima volta dietro la macchina da presa per dirigere il documentario Che strano chiamarsi Federico, dedicato a Federico Fellini nel ventennale della scomparsa, con il quale partecipa fuori concorso alla Mostra del Cinema di Venezia.
Muore nella serata del 19 gennaio 2016 a Roma, nel reparto di cardiochirurgia del Policlinico. La camera ardente e il funerale laico presso la Casa del cinema a Villa Borghese.
Nel corso della sua carriera ha vinto otto David di Donatello e ha ricevuto quattro candidature al Premio Oscar per il miglior film straniero: nel 1977 per Una giornata particolare; nel 1978 per I nuovi mostri; nel 1983 per Ballando ballando e nel 1987 per La famiglia. Ha fatto parte del comitato scientifico della Scuola d'arte cinematografica "Gian Maria Volonté": una scuola pubblica e gratuita, istituita dalla Provincia di Roma nel 2011, che rappresenta oggi un polo formativo di riconosciuta eccellenza per le professioni del cinema.

## Vita privata
Era sposato con la sceneggiatrice e regista Gigliola Fantoni (1930-2022) da cui ha avuto due figlie, Paola e Silvia Scola, le quali hanno entrambe collaborato professionalmente con il padre rispettivamente come aiuto regista e sceneggiatrice, dedicandogli alfine il documentario Ridendo e scherzando e il libro di memorie Chiamiamo il babbo. Ettore Scola, una storia di famiglia.

## AlMarc'Aurelio
L'itinerario creativo di Ettore Scola ha inizio alla fine degli anni '40 con le prime collaborazioni al settimanale umoristico Marc'Aurelio; un'esperienza di grande importanza per l'acquisizione di specifiche capacità espressive, attraverso la vignetta e la caricatura e per l'affinamento di un metodo di scrittura basato sulla sintesi del bozzetto, sulla caratterizzazione "a tipage" dei personaggi.
Ettore Scola ha, fin dall'infanzia, una particolare predisposizione verso il disegno caricaturale e la vignetta. Abbozza caricature un po' dovunque, con l'unica finalità del divertimento e i suoi interessi verso la storia e/o gli autori della letteratura si traducono immancabilmente in immagini umoristiche, come testimoniano le tante figurine ritratte in atteggiamenti e tic fra i più disparati, schizzate nelle parti bianche dei superstiti libri di scuola.
Queste prime cellule grafiche contengono, in nuce, l'humour di Scola che caratterizzerà tanta parte della sua produzione.
Proprio nel suo ultimo film, Che strano chiamarsi Federico, Scola ricostruirà la redazione del Marc'Aurelio, mettendo in scena i suoi stessi ricordi, mostrando al lavoro assieme a lui personalità come Age & Scarpelli, Steno, Ruggero Maccari, Giovanni Mosca, Vittorio Metz, nonché Federico Fellini.

## Filmografia

### Regista

#### Lungometraggi
- Se permettete parliamo di donne (1964)
- La congiuntura (1964)
- Il vittimista, episodio di Thrilling (1965)
- L'arcidiavolo (1966)
- Riusciranno i nostri eroi a ritrovare l'amico misteriosamente scomparso in Africa? (1968)
- Il commissario Pepe (1969)
- Dramma della gelosia (tutti i particolari in cronaca) (1970)
- Permette? Rocco Papaleo (1971)
- La più bella serata della mia vita (1972)
- Trevico-Torino - Viaggio nel Fiat-Nam (1973)
- C'eravamo tanto amati (1974)
- Brutti, sporchi e cattivi (1976)
- Signore e signori, buonanotte (1976) - film collettivo
- I nuovi mostri (1977) - episodi L'uccellino della Val Padana, Il sospetto, Hostaria, Come una regina, Cittadino esemplare, Sequestro di persona cara ed Elogio funebre
- Una giornata particolare (1977)
- La terrazza (1980)
- Passione d'amore (1981)
- Il mondo nuovo (1982)
- Ballando ballando (1983)
- Maccheroni (1985)
- La famiglia (1987)
- Splendor (1989)
- Che ora è (1989)
- Il viaggio di Capitan Fracassa (1990)
- Mario, Maria e Mario (1993)
- Romanzo di un giovane povero (1995)
- La cena (1998)
- Concorrenza sleale (2001)
- Gente di Roma (2003) - documentario
- Che strano chiamarsi Federico (2013)

#### Cortometraggi e documentari
- Festival dell'Unità 1972 (1972) - cortometraggio
- Festival Unità (1973) - documentario
- Carosello per la campagna referendaria sul divorzio (1975) - cortometraggio
- Vorrei che volo (1982) - documentario
- L'addio a Enrico Berlinguer (1984) - documentario collettivo
- Roma 12 novembre 1994 (1995) - cortometraggio a firma collettiva
- I corti italiani (1997) - episodio 1943-1997
- Un altro mondo è possibile (2001) - documentario collettivo
- La primavera del 2002 - L'Italia protesta, l'Italia si ferma (2002) - documentario collettivo
- Lettere dalla Palestina (2003) - documentario collettivo

### Sceneggiatore
- Fermi tutti... arrivo io! (1953)
- Canzoni, canzoni, canzoni (1953)
- Due notti con Cleopatra (1954)
- Amori di mezzo secolo (1954) - episodi Girandola 1910 e Dopoguerra 1920
- Gran varietà (1954)
- Canzoni di mezzo secolo (1954)
- Accadde al commissariato (1954)
- Una parigina a Roma (1954)
- Un americano a Roma (1954)
- Ridere! Ridere! Ridere! (1954)
- Buonanotte... avvocato! (1955)
- Accadde al penitenziario (1955)
- I pappagalli (1955)
- Lo scapolo (1955)
- Rosso e nero (1955)
- Guardia, guardia scelta, brigadiere e maresciallo (1956)
- I giorni più belli (1956)
- Mi permette, babbo! (1956)
- Il conte Max (1957)
- Non sono più guaglione (1958)
- Nata di marzo (1958)
- Il marito (1958)
- Totò nella luna (1958)
- Primo amore (1959)
- Nel blu dipinto di blu (1959)
- Il mattatore (1960)
- Adua e le compagne (1960)
- Le pillole di Ercole (1960)
- Fantasmi a Roma (1961)
- Il carabiniere a cavallo (1961)
- Anni ruggenti (1962)
- Il sorpasso (1962)
- La marcia su Roma (1962)
- L'amore difficile (1962) - episodio Le donne, L'avaro e L'avventura di un soldato
- La parmigiana (1963)
- Il successo (1963)
- I mostri (1963)
- Follie d'estate (1963)
- I cuori infranti (1963) - episodio E vissero felici
- La visita (1963)
- Tutto è musica (1963)
- Alta infedeltà (1964)
- Se permettete parliamo di donne (1964)
- Il gaucho (1964)
- Il magnifico cornuto (1964)
- La congiuntura (1964)
- I complessi (1965) - episodio Una giornata decisiva
- Thrilling (1965) - episodio Il vittimista
- Io la conoscevo bene (1965)
- Made in Italy (1965)
- L'arcidiavolo (1966)
- Le dolci signore (1968)
- Il profeta (1968)
- Riusciranno i nostri eroi a ritrovare l'amico misteriosamente scomparso in Africa? (1968)
- Il commissario Pepe (1969)
- Dramma della gelosia (tutti i particolari in cronaca) (1970)
- Noi donne siamo fatte così (1971) - episodi Agata l'Angelo dei Cieli e Katherine, et Dominus Venit
- Permette? Rocco Papaleo (1971)
- La più bella serata della mia vita (1972)
- Trevico-Torino - Viaggio nel Fiat-Nam (1973)
- C'eravamo tanto amati (1974)
- Il silenzio è complicità (1976) - documentario
- Brutti sporchi e cattivi (1976)
- Signore e signori, buonanotte (1976)
- Una giornata particolare (1977)
- La terrazza (1980)
- Passione d'amore (1981)
- Il mondo nuovo (La Nuit de Varennes) (1982)
- Ballando ballando (1983)
- Cuori nella tormenta (1984)
- Maccheroni (1985)
- La famiglia (1987)
- Splendor (1989)
- Che ora è (1989)
- Il viaggio di Capitan Fracassa (1990)
- Mario, Maria e Mario (1993)
- Romanzo di un giovane povero (1995)
- Passion (1996) - film TV basato sul film Passione d'amore
- I corti italiani (1997) - episodio 1943-1997
- 1943-1997 (1997) - cortometraggio
- La cena (1998)
- Concorrenza sleale (2001)
- Gente di Roma (2003)
- American Songbook - Passion, episodio della serie TV Live from Lincoln Center (2005) - soggetto del film Passione d'amore
- Che strano chiamarsi Federico (2013)

## Varietà televisivi
- Poltronissima, di Mario Baffico, Riccardo Morbelli, Ettore Scola, trasmesso dal 3 ottobre al 14 novembre 1957.
- Le canzoni di tutti, di Ruggero Maccari, Luciano Salce, Ettore Scola, regia di Mario Landi, trasmesso dal 15 gennaio al 26 febbraio 1958.

## Varietà radiofonici
- Vi parla Alberto Sordi (1949 - 1951), coautore testi
- Sesta pagina, Divagazioni umoristiche di Scola, Grimaldi e Veo, compagnia del teatro comico della radio italiana, regia di Nino Meloni 1951.
- Affari d'oro, varietà di Costa ed Ettore Scola, orchestra di Armando Fragna (1952)

## Riconoscimenti
- David di Donatello
  - 1978: Miglior regia per Una giornata particolare
  - 1981: Candidatura Miglior film per Passione d'amore
  - 1981: Candidatura Miglior regia per Passione d'amore
  - 1981: Candidatura Miglior sceneggiatura per Passione d'amore
  - 1983: Candidatura Miglior film per Il mondo nuovo
  - 1983: Candidatura Miglior regia per Il mondo nuovo
  - 1983: Miglior sceneggiatura per Il mondo nuovo
  - 1984: Miglior film per Ballando ballando
  - 1984: Miglior regia per Ballando ballando
  - 1984: Candidatura Miglior sceneggiatura per Ballando ballando
  - 1984: Premio Alitalia
  - 1987: Miglior film per La famiglia
  - 1987: Miglior regia per La famiglia
  - 1987: Miglior sceneggiatura per La famiglia
  - 2011: David alla carriera
  - 2014: Candidatura Miglior regia per Che strano chiamarsi Federico
- Festival di Cannes
  - 1976: Prix de la mise en scène per Brutti, sporchi e cattivi
  - 1980: Prix du scénario per La terrazza
- Nastro d'argento
  - 1966: Miglior sceneggiatura per Io la conoscevo bene
  - 1975: Miglior sceneggiatura per C'eravamo tanto amati
  - 1978: Miglior sceneggiatura per Una giornata particolare
  - 1980: Miglior sceneggiatura per La terrazza
  - 1981: Miglior sceneggiatura per Passione d'amore
  - 1987: Regista del miglior film per La famiglia
  - 1987: Miglior sceneggiatura per La famiglia
  - 2014: Nastro d'argento speciale per Che strano chiamarsi Federico
- Globo d'oro
  - 1977: Miglior film per Una giornata particolare
  - 1987: Miglior film per La famiglia
- Grolla d'oro
  - 1975: Grolla d'oro al miglior regista per C'eravamo tanto amati
  - 1995: Grolla d'oro alla migliore sceneggiatura per Romanzo di un giovane povero
  - 1996: Grolla d'oro alla carriera
  - 1999: Grolla d'oro alla migliore sceneggiatura per La cena
- Ciak d'oro
  - 1987: Miglior film per La famiglia[14]
  - 1987: Miglior regista per La famiglia[14]
  - 1987: Migliore sceneggiatura per La famiglia[14]
  - 2013: Ciak d'oro alla carriera
- Festival cinematografico internazionale di Mosca
  - 1975: Gran Premio per C'eravamo tanto amati
  - 2001: San Giorgio d'argento per Concorrenza sleale
- Torino Film Festival
  - 2012: Gran Premio Torino (restituisce il premio in segno di solidarietà verso i lavoratori precari operanti presso il Museo nazionale del Cinema)[15][16]
- Golden Globe
  - 1978: Miglior film straniero per Una giornata particolare
- Premio Flaiano
  - 2001: Premio per la sceneggiatura per Concorrenza sleale
- Biennale di Venezia
  - 2013: Premio Jaeger-leCoultre Glory to the Filmmaker per Che strano chiamarsi Federico[17]
- Festival di Berlino
  - 1984: Orso d'argento alla miglior regia per Ballando ballando
- Premi César
  - 1977: Miglior film straniero per C'eravamo tanto amati
  - 1978: Miglior film straniero per Una giornata particolare
  - 1984: Miglior film per Ballando ballando
  - 1984: Miglior regia per Ballando ballando

### Tributi
Il 21 novembre 2013, in occasione dell'apertura del festival Europacinema, il comune di Viareggio ha conferito a Scola la cittadinanza onoraria.
Il comune di Trevico ha intitolato al regista una piazza del centro storico del paese, non lontano dalla casa natale di Scola, attualmente adibita a centro culturale.